# Догулу, Кадир
Кади́р Догулу́ (тур. Kadir Doğulu; род. 19 апреля 1982 года, Мерсин) — турецкий актёр и модель.

## Биография
Кадир родился в 1982 году в Мерсине в многодетной
семье; имел пять братьев. Семья была малоимущей, поэтому с детства
Кадир начал работать (носил воду, чинил велосипеды), при этом всегда мечтал стать барменом.
Когда Кадиру исполнилось 17 лет, он переехал в Стамбул к старшему 
брату Кемалю, где попробовал свои силы в 
качестве бармена и повара. Когда надежда найти 
хорошую работу покинула Кадира, он решил 
вернуться в Мерсин, но передумал в последний момент.

## Карьера
Благодаря красивой внешности и высокому росту Кадира заметили
и пригласили поработать моделью. В 2010 году
Кадир начал актёрскую карьеру, сыграв Али в сериале «Маленькие тайны» с 
Мерве Болугур, Бураком Озчивитом и Синем Кобал в главных ролях. Далее последовала роль Гюнея в сериале «Плохая семёрка».
Широкую известность Кадиру принесла роль Маджида
в сериале «Два лица Стамбула». В 2015 году Кадир сыграл Гёкхана в сериале
«Повергнутый любовью», его партнершей стала известная актриса 
Эльчин Сангу.
С 2015 года Кадир играет крымского Хана Мехмеда Герая в сериале 
«Великолепный век: Кёсем Султан».

## Личная жизнь
С 2006 года Кадир встречался с известной турецкой певицей Ханде Йенер, в начале 2010 года
пара рассталась. С середины 2013 года Кадир начал встречаться с актрисой Неслихан Атагюль; 26 ноября 2015 года состоялась помолвка пары. 8 июля 2016 года Кадир и Неслихан поженились.
6 марта 2025 года у пары родился сын.

## Фильмография
| Год       |   | Русское название               | Оригинальное название | Роль             |
| --------- | - | ------------------------------ | --------------------- | ---------------- |
| 2010—2011 | с | Маленькие тайны                | Küçük Sırlar          | Али Эрарслан     |
| 2011—2013 | с | Плохая семёрка                 | Pis Yedili            | Гюней Самйели    |
| 2013—2014 | с | Два лица Стамбула              | Fatih Habriye         | Маджит Арждаоглу |
| 2013      | ф | Моя история                    | Bir Hikayem Var       | Мерт             |
| 2015      | с | Повергнутый любовью            | Sevdam Alabora        | Гёкхан           |
| 2015—2016 | с | Великолепный век: Кёсем Султан | Muhteşem Yüzyıl Kösem | Мехмед Герай-хан |
| 2016—2017 | с | Научи меня любить              | Bana Sevmeyi Anlat    | Альпер           |
| 2018      | с | Грехи моего отца               | Babamin Gunahlari     | Озан             |
| 2019      | с | Воссоединение                  | Vuslat                | Азиз             |
| 2022—2023 | с | В конце ночи                   | Gecenin ucunda        | Казим Ишик       |